# Mineral megye (Montana)
Mineral megye az Amerikai Egyesült Államokban, azon belül Montana államban található. Megyeszékhelye és legnagyobb városa Superior. Lakosainak száma 4535 fő (2020. április 1.).

## Szomszédos megyék
- Sanders megye (észak)
- Missoula megye (kelet)
- Clearwater megye (délnyugat)
- Shoshone megye (északnyugat)

## Népesség
A megye népességének változása:
| Lakosok száma | 4211 | 4247 | 4163 | 4275 | 4251 | 4535 |
|               | 2010 | 2011 | 2012 | 2013 | 2015 | 2020 |